# 石巻市立桜坂高等学校
石巻市立桜坂高等学校（いしのまきしりつさくらざかこうとうがっこう）は、宮城県石巻市日和が丘二丁目にある市立高等学校。男女別学（女子校）である。

## 概要
2015年（平成27年）度に、石巻市立女子高等学校と石巻市立女子商業高等学校を普通科の女子校として統合して発足した。旧・石巻市女高の校舎を大規模改修・増築し、体育館を新築した。宮城県唯一の公立女子高等学校である。
統合時の石巻市立女子高等学校、石巻市立女子商業高等学校の2・3年生は石巻市立桜坂高等学校（普通科、商業科）の2年生・3年生となった。

### 校章
桜の名所である日和山に立地することから桜の図柄がモチーフとなっている。

### 校歌
「桜の丘」 作詞:高貝弘也・高貝薫子、作曲:石島正博

### 教育方針
品格教育、キャリア教育、学力保証を3本柱としている。

## 設置学科
- 全日制課程
  - 普通科
    - 学励探求コース
    - キャリア探求コース

## 沿革
- 2015年（平成27年） - 石巻市立女子高等学校と石巻市立女子商業高等学校を統合して開校[1][2]

## 部活動
部活動は統合前の部活動を継承している。
- 運動部
  - 陸上競技、バレーボール、ソフトテニス、卓球、ソフトボール、バスケットボール、弓道、空手道、バドミントン、剣道
- 文化部
  - 自然科学、吹奏楽、合唱、美術、演劇、書道、写真、文化創造、茶道、華道、家庭生活、文芸、商業研究

#### 広報資料・プレスリリースなど一次資料
1. ↑  石巻市立桜坂高等学校（平成27年4月開校） - 2014年7月18日 石巻市公式HP[リンク切れ]